# Hou Yao
Hou Yao (侯曜, 1903-1942) est un des premiers réalisateurs chinois, également scénariste et théoricien du cinéma. Il a écrit et réalisé de nombreux films comme La Femme rejetée (1924), La Rose de Pushui (1927), le premier film chinois diffusé dans les pays occidentaux, et Mulan rejoint l'armée (1928). Il a écrit Techniques d'écriture de scripts pour le théâtre d'ombres, le premier livre sur la théorie du cinéma en Chine. Il fonde la compagnie des films culturels qui est absorbée par un ancêtre de la Shaw Brothers. Il est considéré comme le « Henrik Ibsen de Chine » pour ses opinions en faveur de l'égalité des sexes, qu'il partage avec sa femme Pu Shunqing.
Après le début de l'invasion japonaise de la Chine en 1937, Hou Yao écrit et réalise une série de films patriotiques contre l'agression japonaise. En 1942, il est tué durant le massacre de Sook Ching à Singapour.

## Biographie

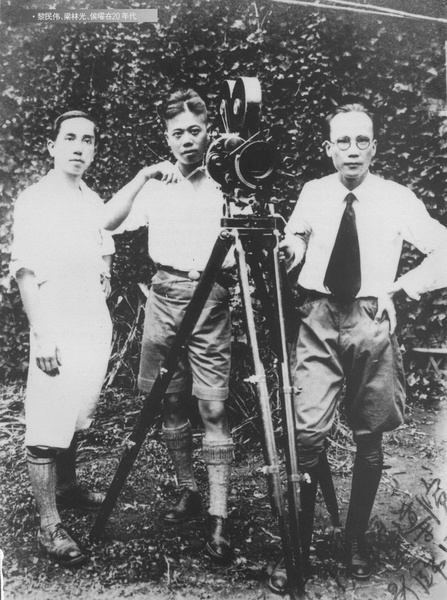
Hou Yao (à droite), avec Lai Man-Wai (à gauche) et le photographe Liang Linguang (au milieu) dans les années 1920.

Hou Yao est en 1903 dans la province du Guangdong. Dans les années 1920, il étudie à l'école normale avancée de Nankin (actuelle université du Sud-Est). Il rejoint l'influente association littéraire de l'école et écrit la pièce de théâtre La Femme rejetée.
Après obtention de son diplôme en 1924, Hou rejoint la studio de la Grande muraille (en) de Shanghai, où il adapte La Femme rejetée en film qu'il co-réalise avec Li Zeyuan. C'est le premier film de la société. Il écrit ensuite les scripts de plusieurs films comme Dans le rêve des êtres aimés (1925), et La Cueilleuse d'étoile (1925), et réalise Les Poupées de Cupidon (1925, co-réalisé avec Mei Xuechou) et L'Hypocrite (1926). Chacun de ses films de cette période ont une dimension sociale, comme les droits des femmes, le mariage, ou la guerre. Avec sa femme Pu Shunqing, il est un fervent partisan de l'égalité des sexes.
En 1925, Hou Yao publie Techniques d'écriture de scripts pour le théâtre d'ombres, le premier livre sur la théorie du cinéma en Chine. La même année, il rejoint la Minxin (en) fondée par Lai Man-Wai. Il réalise La Paix de Dieu en 1926 et La Rose de Pushui en 1927. Ce-dernier film est le premier de Chine à être diffusé en Occident. Il réalise et joue dans Un Poète du bout des mers (1927), un film disposant d'une cinématographie élaborée. En 1928, il réalise Mulan rejoint l'armée. Entre 1926 et 1928 il tourne plusieurs films avec la jeune actrice de 14 ans Lee Ya-Ching.
Hou se rend à Tianjin en 1929 et travaille comme professeur quelque temps. Puis il travaille brièvement pour la filiale de Pékin de la Lianhua avec laquelle il produit Chanson triste d'un ancien palais en 1932. Il se rend plus tard à Hong Kong et ouvre son propre studio, la compagnie des films culturels. En 1933, il réalise le film L'Imbécile paye le respect pour la compagnie Zhenye.
En 1937, la seconde guerre sino-japonaise éclate. L'année suivante, Hou fusionne sa société avec la Tianyi, un ancêtre de la Shaw Brothers, et réalise et écrit plusieurs films de « défense nationale » contre l'agression japonaise, comme La Grande muraille de sang et de chair (1938), L'Appel de la dernière minute (1938), et Tempête sur le Pacifique (1939). Ce-dernier est une adaptation d'un roman de lui-même, et envisage le déclenchement de la guerre du Pacifique et la défaite de l'empire du Japon contre les États-Unis et l'Union soviétique.
En 1940, Hou se rend à Singapour où il continue de travailler pour la Shaw Brothers. Après le déclenchement de la guerre du Pacifique en 1941, le Japon bat le Royaume-Uni et occupe Singapour. En raison de son passé d'activiste anti-japonais, Hou Yao est exécuté en 1942, au début du massacre de Sook Ching.

## Postérité

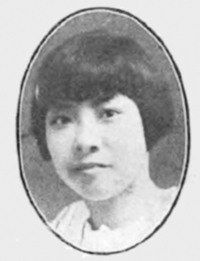
Pu Shunqing, la première femme de Hou.

Hou Yao est considéré comme un pionnier du cinéma chinois, et ses films et publications encore existants sont des indispensables de l'étude des débuts du cinéma en Chine. Une Ficelle de perles, un film de 1926 dont il a écrit le script, et Romance de la chambre d'occident, ont longtemps été considérés comme perdus avant d'être redécouvert dans les années 1990. Un Poète du bout des mers est redécouvert en Europe.
L'assistant de Hou Yao, Fei Mu, devient plus tard l'un des plus célèbres réalisateurs chinois.

## Vie privée
Hou Yao se marie deux fois, et ses deux femmes deviennent des pionnières du film féministe. Il épouse d'abord Pu Shunqing, sa camarade de classe à l'université du Sud-Est. Elle est dramaturge et scénariste travaillant avec Hou sur de nombreux projets, et est considérée comme la première femme scénariste de Chine,. Dans les années 1930, il épouse son assistante Wan Hoi-ling, qui deviendra l'un des premières femmes réalisatrices de Hong Kong, mais il n'a probablement jamais divorcé officiellement de Pu.